# Mildred Cooke
Mildred Cooke, född 1526, död 1589, var en engelsk översättare, kulturmecenat och hovfunktionär. Hon var gift med drottning Elisabet I:s främsta rådgivare William Cecil, 1:e baron Burghley. 
Hon gifte sig 1546 med William Cecil, 1:e baron Burghley. Paret fick sex barn. 
Hennes make blev Englands kanske mäktigaste man efter Elisabets trontillträde 1558. Mildred Cooke spelade aldrig någon roll vid hovet och arbetade enbart tillfälligt som hovdam åt Elisabet 1558. Däremot hade hon en framträdande roll utanför hovet. I egenskap av gift med monarkens rådgivare uppvaktades hon av supplikanter, och vidarebefordrade framgångsrikt deras ärenden till maken. Hon beskrevs av utländska diplomater, så som Spaniens ambassadör, som kallade henne för en protestantisk fanatiker. 
Hon beskrivs som högt bildad och översatte ett flertal lärda verk, som dock aldrig publicerades under hennes livstid. Hon agerade som mecenat för konstnärer, och flera böcker dedikerades till henne. 